# Michał Butkiewicz (polityk)

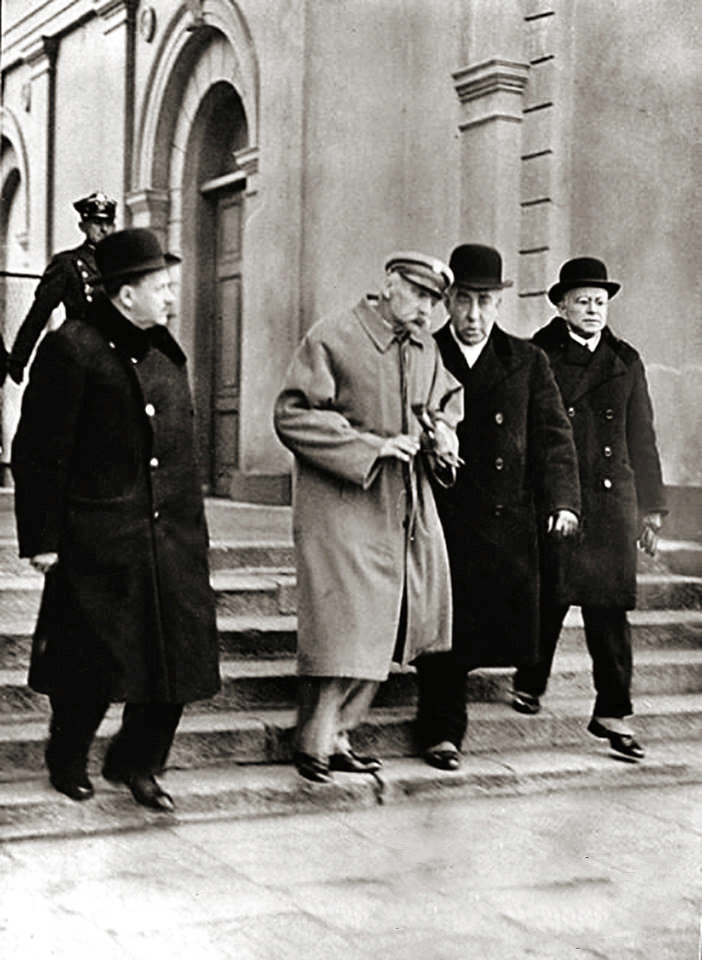
Józef Piłsudski po powrocie z Wilna 21 marca 1935. Pierwszy z prawej minister komunikacji Michał Butkiewicz. Ostatnie znane zdjęcie Marszałka.

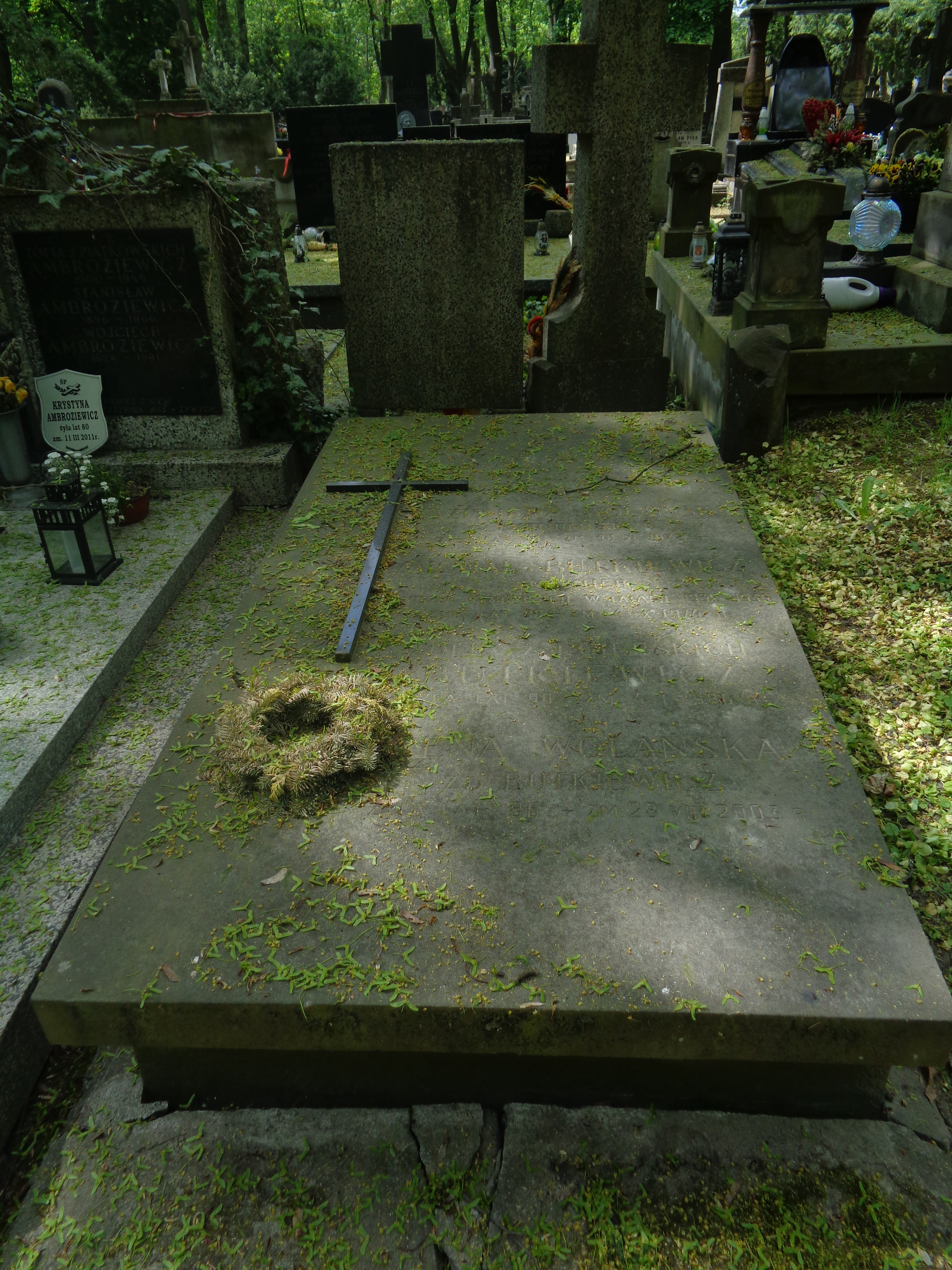
Grób Michała Butkiewicza na cmentarzu Powązkowskim w Warszawie przed renowacją

Michał Butkiewicz (ur. 29 września 1886 w Grajewie, zm. 7 października 1974 w Warszawie) – polski inżynier, kolejarz, działacz państwowy II Rzeczypospolitej.

## Życiorys
Syn Adolfa i Anny z Domalewskich. Edukację rozpoczął w ośmioklasowym gimnazjum, które w wyniku bojkotu rosyjskich szkół w Królestwie Polskim opuścił w ostatniej klasie w 1905 r. W trakcie nauki gimnazjalnej należał do tajnego kółka samokształceniowego zrzeszającego młodzież polską. Następnie znalazł się w Zdołbunowie na Wołyniu, gdzie organizował tajne szkoły polskie i działał na rzecz uświadamiania młodzieży polskiej. W 1906 r. w Petersburgu zdał egzamin maturalny jako ekstern. Studia wyższe rozpoczął na Politechnice Kijowskiej, gdzie angażował się w działalność organizacji postępowo-demokratycznych, należąc m.in. do „Bratniej Pomocy”. Uzyskał tytuł inżyniera. Po studiach rozpoczął pracę na  Kolei Władykaukaskiej. Po kilku latach otrzymał awans na kierownika ruchu działu towarowego w dyrekcji w Rostowie nad Donem. Tu wstąpił do Polskiej Partii Socjalistycznej.

### II Rzeczpospolita
Po powrocie do Polski, od 1.11.1918 r. podjął pracę w Dyrekcji Okręgowej Kolei Państwowych w Radomiu na stanowisku dyrektora ruchu. Następnie od 1.07.1926 r.  został przeniesiony na takie samo stanowisko do Warszawy. W 1931 r. został naczelnikiem Wydziału Eksploatacyjnego Dyrekcji Kolei Państwowych w Warszawie, a następnie dyrektorem Kolei Państwowych w Radomiu.
6 września 1932 Prezydent RP mianował go kierownikiem Ministerstwa Komunikacji w rządzie Aleksandra Prystora. Jednakże stanowisko objął dopiero 10.05.1933 r. rządzie Janusza Jędrzejewicza. Butkiewicz funkcję ministra komunikacji sprawował także w rządach: Leona Kozłowskiego, Walerego Sławka, Mariana Zyndram-Kościałkowskiego.
Głównym zadaniem była unifikacja zarządzania transportem. W wyniku likwidacji Ministerstwa Robót Publicznych, cały transport śródlądowego został podporządkowany ministerstwu kierowanemu przez Butkiewicza. Jednakże procesu centralizacji nie rozłożył równomiernie. Ministerstwo posiadało bowiem nieograniczoną wprost władzę nad kolejami przy stosunkowo niewielkiej możliwości oddziaływania na transport lotniczy skupiony w Polskich Liniach Lotniczych „LOT”. Było to konsekwencją braku zabiegów w tej kwestii ze strony Butkiewicza, który również nie dążył do podporządkowania Ministerstwu Komunikacji transportu morskiego, pozostającego w kompetencji Ministerstwa Przemysłu i Handlu. Za rządów Butkiewicza w ministerstwie, na Kujawach wybudowano nowe linie kolejowe, łącząc były zabór pruski z resztą kraju. Oprócz tego oddano do użytku linie kolejowe Warszawa-Radom i Miechów-Kraków. W 1934 r., po największej w XX w. powodzi, w ministerstwie opracowano program robót obejmujący regulację Wisły wraz z budową zbiorników i elektrowni wodnych w jej górnym dorzeczu oraz przebudowę Kanału Królewskiego, budowę Kanału Kamiennego i na odcinku Warta-Gopło. Pracę w ministerstwie zakończył 16.11.1936 r. Następnie został dyrektorem tramwajów w Zarządzie Miejskim Warszawy. Stanowisko to zajmował do 6.09.1939 r.
W latach II Rzeczypospolitej był m.in. członkiem Rady Głównej Ligi, czy członkiem rady głównej Towarzystwa Rozwoju Ziem Wschodnich.
Dalsze jego losy są nieznane.
Spoczywa na cmentarzu Powązkowskim w Warszawie (kwatera 85-3-23).

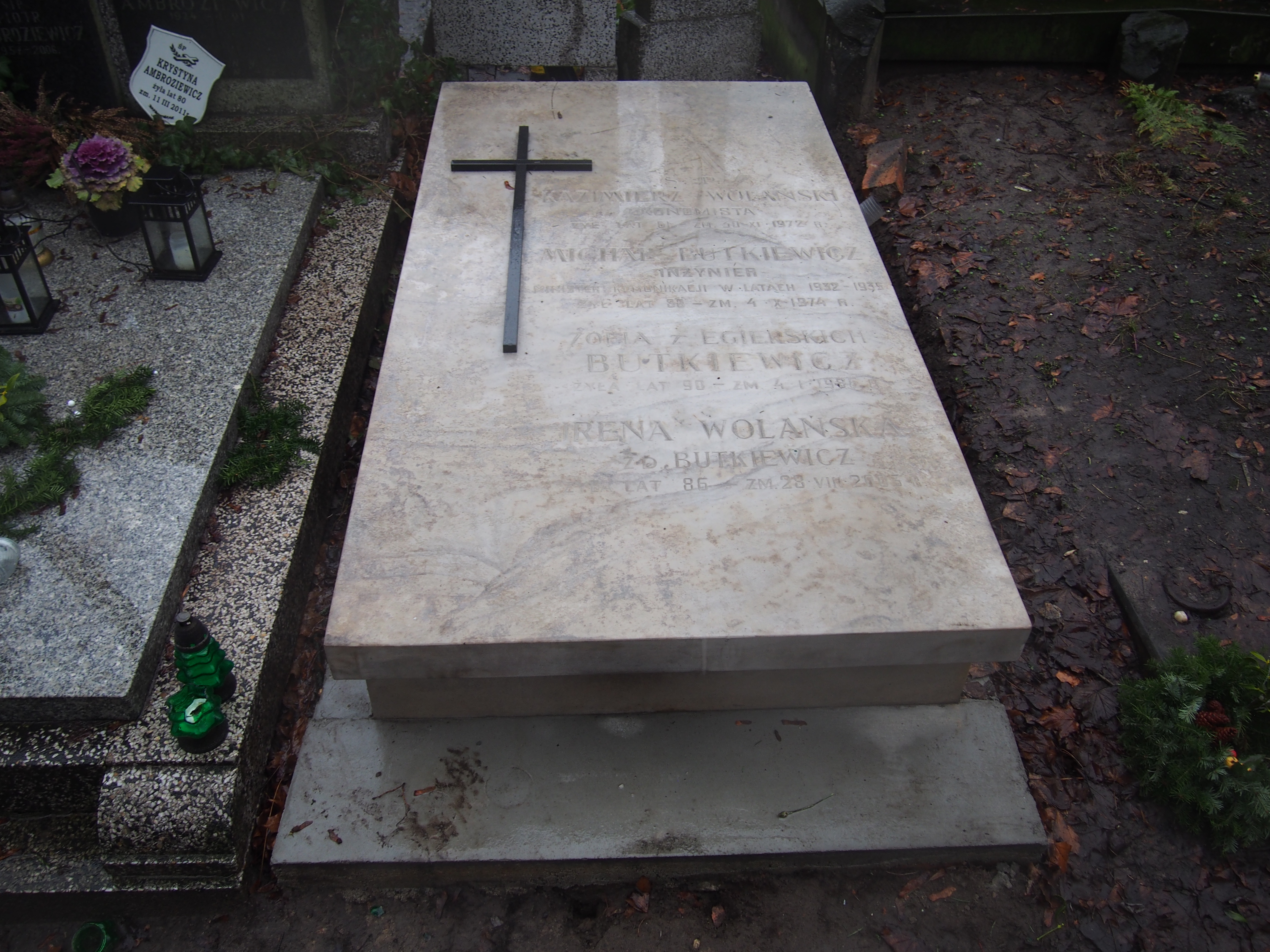
Grób Michała Butkiewicza po renowacji (2023)

W 2022 roku Fundacja ,,Stare Powązki" na zlecenie Kancelarii Prezesa Rady Ministrów, w ramach projektu odrestaurowywania grobów ministrów II RP, odnowiła miejsce pochówku Butkiewicza.

## Okresy pełnienia funkcji kierownika i ministra komunikacji

### kierownik[3]:
- 6.09.1932-9.05.1933
- p.o. 9-10.05.1933

### minister[3]:
- 10.05.1933 - 13.051934
- p.o. 13-15.05.1934
- 15.05.1934 - 28.03.1935,
- 28.03 - 12.10.1935
- p.o. 12-13.10.1935
- 13.10.1935 - 14.01.1936

## Życie prywatne
Od 29 marca 1914 jego żoną była Zofia Egierska.

## Ordery i odznaczenia
- Wielka Wstęga Orderu Odrodzenia Polski (14 stycznia 1936)[8][9][10]
- Krzyż Oficerski Orderu Odrodzenia Polski (27 listopada 1929)[11]
- Medal Niepodległości (6 czerwca 1931)[12]
- Medal Dziesięciolecia Odzyskanej Niepodległości
- Order Krzyża Orła I klasy (Estonia, 1934)[13]
- Złoty Krzyż Zasługi[2]